# طلایی‌موش‌های بزرگ
طلایی‌موش‌های بزرگ(نام علمی: Chrysospalax) نام یک سرده از تیره موش کور طلایی است.

## گونه‌ها
- موش کور طلایی زبرمو (Chrysospalax villosus)
- موش کور طلایی بزرگ (Chrysospalax trevelyani)